# Finlandspriset
Finlandspriset (finska: Suomi-palkinto) är en finländskt kulturpris som sedan 1993 utdelats av undervisningsministeriet eller undervisnings- och kulturministeriet till konstnärer och författare. År 2017 uppgick prissumman till 21 365 euro.

## Pristagare

### 1993
- Paavo Berglund, dirigent
- Ulrika Hallberg, balettdansare
- Kalle Holmberg, teaterregissör och skådespelare
- Tove Jansson, författare
- M.A. Numminen, vissångare och -diktare
- Timo Sarpaneva, glaskonstnär och formgivare
- Veikko Aaltonen, regissör
- Kari Hotakainen, författare
- Soile Isokoski, operasångerska
- Marjatta Oja, bildkonstnär
- Q-teatteri
- Magnus Scharmanoff, fotokonstnär
- Janna Syvänoja, formgivare
- Symfoniorkestern Vivo

### 1994
- Lauri Anttila, inredningsarkitekt
- Vivica Bandler, teaterregissör och -chef
- Liisamaija Laaksonen, skådespelare
- Pertti Nieminen, poet
- Kaija Saariaho, tonsättare
- Laura Beloff, journalist
- Jan-Erik Gustafsson, cellist
- Ilkka Halso, journalist
- Juha Ilonen, arkitekt
- Otso Kautto, teaterchef
- Sanna Kekäläinen, dansare och koreograf
- Robert Lucander, bildkonstnär
- Perko-Pyysalo Poppoo, jazzband
- Maarit Verronen, författare
- Julia Vuori, bildkonstnär

### 1995
- Martin Enckell, författare
- Maria Kalaniemi, dragspelare, och Aldargazgruppen
- Esa Kirkkopelto. regissör
- Markku Kivinen, bildkonstnär
- Leea Klemola, skådespelare och regissör
- Pietari Koskinen, bildkonstnär
- Åke Lindman, regissör
- Kati Lukka, scenograf
- Kirsi Mikkola, bildkonstnär
- Laura Mikkola, pianist
- Ari Numminen, dansör
- Lauri Otonkoski, författare
- Saku Paasilahti, fotograf
- Marika Parkkomäki, skådespelare
- Markku Pölönen, filmregissör
- Iiro Rantala, jazzpianist
- Taisto Reimaluoto, skådespelare
- Mirkka Rekola, författare
- Kristina Riska, keramiker
- Ryhmäteatern
- Kauko Röyhkä, rockmusiker
- Göran Schildt, författare
- Jan Söderlund, arkitekt
- Dansteatern Eri
- Harri Tapper, författare
- Sinikka Tuominen, bildkonstnär
- Tapani Valsta, pianist och organist
- Heikki W. Virolainen, skulptör

### 1996
- Ossi Somma, skulptör
- Märta Tikkanen, författare
- Pekka Tarkka, författare
- Tero Saarinen, koreograf
- Ritva Puotila, textilformgivare
- Reijo Kela, dansare och koreograf

### 1997
- Erik Bergman, tonsättare och dirigent
- Kyllikki Forssell, skådespelare
- Ritva Kovalainen, fotograf
- Veijo Meri, författare
- Kirsi Neuvonen, grafiker
- Thomas Warburton, översättare
- Rainer Mahlamäki, Ilmari Lahdelma, Mikko Kaira, arkitekter
- Pasi Pänkäläinen, formgivare
- Sanni Seppo, fotograf
- Sirkka Viitanen, folkdanslärare
- Tuomo-Juhani Vuorenmaa, fotograf
- KOM-teatern

### 1998
- Eija-Liisa Ahtila, videokonstnär
- Heikki Aitoaho och Kaarlo Viljanen, arkitekter
- Kristoffer Albrecht, fotograf
- Markus Copper, skulptör
- Minna Heikinaho, skulptör
- Outi Heiskanen, skulptör
- Pirjo Honkasalo, regissör
- Kersti Juva, översättare
- Juha Kangas, dirigent
- Katastro.fi, mediakonstgrupp
- Petri Kauppinen, koreograf och dansare
- Lahtis symfoniorkester
- Markku Lehmuskallio, regissör
- Juha Lehtola, teater- och filmregissör
- Levy-yhtiö, musikförlag
- Kirsi Monni, koreograf
- Mari Mörö, författare
- Opera Skaala, operakompani
- Jyrki Parantainen, fotograf
- Hannu Raittila, författare
- Alpo Ruuth, författare
- Anneli Sainio, keramiker
- Kristian Smeds, teaterregissör och dramatiker
- Kari Sohlberg, arkitekt
- Johan Storgård, skådespelare
- Liisi Tandefelt, skådespelare

### 1999
- Katarina McAlester, dansare
- Ralf Forsström, scenograf
- Eero Heinonen (pianist), pianist
- Kjell Lagerroos, filmfotograf
- Marita Liulia, videokonstnär
- Marja-Leena Mikkola, författare
- Vuokko Nurmesniemi, textilformgivare
- Kalle Päätalo, författare
- Rafael Wardi, bildkonstnär

### 2000
- Eila Hiltunen, skulptör
- Katri Helena, sångerska
- Kaisa Korhonen, regissör
- Juhani Pallasmaa, arkitekt
- Oiva Toikka, glaskonstnär och keramiker
- Jorma Uotinen, balettdansare
- Sven Willner, författare
- Taru Mäkelä, regissör, och Raija Talvio, manusförfattare
- Henri Roth, Jari Majanen, Antti Seppänen och Jouni Malinen, spelutvecklare

### 2001
- Tommi Grönlund, fotograf, och Petteri Nisunen, arkitekt
- Veikko Huovinen, författare
- Mieskuoro Huutajat, manskör
- Kaarina Kaikkonen, bildkonstnär
- Annikki Karvinen, textilformgivare
- Timo Koivusalo, regissör och musiker
- Ralf Långbacka, regissör
- Tero Saarinen, dansare och koreograf
- Esa-Pekka Salonen, dirigent och kompositör

### 2002
- Lasse Pöysti, regissör och teaterchef
- Jorma Hynninen, operasångare
- Anna-Mari Kähärä, sångare
- Fredrik Lång, författare
- Uleåborgs internationella barnfilmfestival
- Pirkko Saisio, författare
- Unto Suominen, politiker
- Riitta Vainio, danspedagog
- Maaria Wirkkala, bildkonstnär

### 2003
- Umayya Abu-Hanna, journalist
- Claes Andersson, författare
- Eero Hiironen, målare och skulptör
- Tuija Kokkonen, dramatiker
- Erkki Kurenniemi, formgivare och kompositör
- Olli Mustonen, dirigent och kompositör
- Kaisa Rastimo, filmregissör
- Ari Tenhula, dansare och koreograf
- Marjukka Vainio, fotograf

### 2004
- Erik Bruun, grafiker
- Pirjo Hassinen, författare
- Kristiina Hurmerinta, skådespelare och regissör
- Mauno Järvelä, violinist
- Jukka Karjalainen, musiker
- Kuutti Lavonen, formgivare
- Susanna Leinonen, koreograf och dansare
- Kristiina Tuura, fotograf
- Anita Välkki, operasångerska

### 2005
- Eero Aarnio, formgivare
- Galaxygruppen, musikgrupp
- Arto Halonen, dokumentärfilmare
- Sampo Karjalainen och Aapo Kyrölä, spelutvecklare
- Susanna Mälkki, dirigent
- Sirkku Peltola, dramaturg
- Juha Siltanen, författare
- Saila Susiluoto, poet
- Värttinä, folkmusikgrupp

### 2006
- Bengt Ahlfors, regissör och dramatiker
- Mikko Heiniö, tonsättare
- Harri Larjosto, foto- mediakonstnär
- Auli Mantila, filmregissör och skådespelare
- Markku Nieminen, författare
- Marianna Uutinen, bildkonstnär
- Globe Hope, modeföretag

### 2007
- Lars Huldén, författare
- Zinaida Lindén, författare
- Sini Länsivuori, danspedagog
- Meta4, stråkkvartett
- Veijo Rönkkönen, outsiderkonstnär
- Helsingfors internationella filmfestival

### 2008
- Pirkko Anttila, beteendevetare
- Faces-festivalen, världsmusikfestival
- Kassandra, kulturförening
- Ilmari Lahdelma och Rainer Mahlamäki, arkitekter
- Nihil Interit, poesiförening
- Marko Vuoriheimo, rapartist

### 2009
- Anastasia Lapsui, filmregissör
- Maria Vuorio, författare
- Osmo Rauhala och Kuutti Lavonen, bildkonstnärer
- Eppu Normaali, musikgrupp
- Circo Aereo, cirkus

### 2010
- Hannu-Pekka Björkman, skådespelare
- Leena Krohn, författare
- Kaisa, illustratör, och Christoffer Leka, grafiker
- Magnus Lindberg, tonsättare
- Marja Rak, formgivare
- Juba Tuomola, tecknare

### 2011
- Njassa (Jyrki Leo Jantunen), journalist
- Jussi Lehtonen, skådespelare
- Monsp Records, musikförlag
- Nuoren voiman liitto, ungdomskulturorganisation
- Ravintolapäivä, matfestival
- Meiju Niskala, performancekonstnär

### 2012
- Matti Hagelberg, serietecknare
- Anna Krogerus, dramaturg
- Heikki Paasonen, ljussättare
- Jarmo Saari, gitarrist
- Sami Tallberg, kock
- Kaisa Viitanen, journalist, och Katja Tähjä, journalist
- 22-Pistepirkko, musikgrupp

### 2013
- Ellips förlag, bokförlag
- Suomesta Galleria och Jari Haanperä, videokonstnär
- Juha Jokela, dramatiker
- Jyrki Karttunen, koreograf
- Pekka Lehto, filmregissör
- PMMP, musikgrupp
- Salla Simukka, författare

### 2014
- Hilja Grönfors, sångerska
- Kalle Hamm och Dzamil Kamanger, bildkonstnärer
- Susanna Kuparinen, teaterregissör
- Jukka Nykänen, pianist
- Timo Parvela, författare
- Ville Ranta, serieskapare
- Timo Salminen, filmfotograf
- Kaarisilta, konstcentrum
- Popeda, musikgrupp

### 2015
- Adel Abidin, videokonstnär
- Hassan Blasim, poet och filmregissör
- Nura Farah, författare
- Kenneth Greve, dansare och koreograf
- Aulis Sallinen, tonsättare
- Birgitta Ulfsson, skådespelare och teaterregissör
- Entressebiblioteket, Esbo

### 2016
- Saara Aalto, sångerska
- Ville Hara och Anu Puustinen, arkitekter
- Sirpa Kähkönen, författare
- Kasperi Laine, rapartist
- Jani Leinonen, bildkonstnär
- Mikkelin Poikateatteri, teater
- Matti Salminen, operasångare
- Saara Turunen, regissör

### 2017
- Neil Hardwick, teater- och teveregissör
- Anna-Leena Härkönen, författare och skådespelare
- Dome Karukoski, filmregissör
- Yrjö Kukkapuro, möbelformgivare
- Hannu Lintu, dirigent
- Alma-Sofia Miettinen, sångerska
- Mäntää bildkonstveckor
- Pikku Kakkonen, barnteveshow
- Borgå dansinstitut

### 2018
- Remu Aaltonen, musiker
- Jyrki Kiiskinen, författare
- Paola Schonen, formgivare
- Selma Vilhunen, fotograf
- Alt Arkkitehdit, arkitektbyrå
- Finnish Game Jam
- Koko Jazz Club

### 2019
- Marja Helander, videokonstnär
- Ilona Jäntti, cirkusartist och koreograf
- Klaus Mäkelä, dirigent
- Pirjo Kääriäinen, formgivare
- Helsingfors Poesisamband, poesikollektiv
- Lainsuojattomatfestivalen, teaterfestival
- Ruskeat tytöt, blogg
- Valtteri Raekalliokompaniet, dansgrupp
- Amos Rex, konsthall

### 2021
- Mikko Alatalo, sångare och låtskrivare
- Eero Aho, skådespelare
- Virpi Suutari, filmregissör
- Anna-Riika Carlson, förläggare
- Fröbelin Palikat, barnmusikgrupp
- Ilosaarirock, rockfestival

### 2022
- Ujuni Ahmed, människorättsaktivist
- Alli Haapasalo, filmregissör och manusförfattare
- Veikko Halmetoja, kurator
- Kirsi Kaulanen, skulptör
- Kaija Pakarinen, skådespelare
- Sanna Salmenkallio, kompositör
- Jaakko Teppo, låtskrivare och folkkonstnär
- Stadsfestivalen Yläkaupungin Yö, Jyväskylä

### 2023
- Anna Brotkin, manusförfattare
- Katja Gauriloff, filmregissör
- Elina Knihtilä, skådespelare, professor
- Kaari Martin, koreograf, dansare
- Roni Martin, kompositör, musiker
- Päivi Nisula, operasångare
- Sofi Oksanen, författare
- Iiu Susiraja, bildkonstnär
- Maija Vilkkumaa, musiker

### 2024
- Maaretta Jaukkuri, kurator
- Siri Kolu, författare
- Tiina Lymi, regissör
- Outi Pieski, bildkonstnär
- Dalia Stasevska, kapellmästare
- Pajtim Statovci, författare
- Sirkus Suosalo, teater
- Björn Weckström, skulptör och smyckeskonstnär